# Guvernoratul Nabatiye

Guvernoratul Nabatieh în Liban

Nabatieh (arabă: محافظة النبطية‎) este unul dintre guvernoratele Libanului, iar capitala sa este orașul Nabatieh. 